# Gunilla Wihlborg
Gunilla Irene Wihlborg, född 3 mars 1953, är en svensk skulptör och installationskonstnär.
Gunilla Wihlborg studerade konstvetenskap på Stockholms universitet och utbildade sig i skulptur på Konstfack i Stockholm 1979-85.
Hon blev rektor på Konstskolan Idun Lovén i Stockholm 2002.

## Offentliga verk i urval
- Torso, brons, entrén till byggnad 18 på Södertälje sjukhus[2]
- Ledfyrar, återanvänt tegel från Sandvikens tegelbruk i Enhörna och neonrör, 1995, utanför pendeltågsstationen Södertälje centrum[3]
- Väg ledning, 1996, röd tross och metallpinnar, väster om  Bjurholm, del av Konstvägen sju älvar (ej längre kvar på grund av slitage)
- Barockelement, Falun
- Tegelskulpturer på Hägernäs trafikplats, Hägernäs
- Mamma Gärda, utanför Heijkensköldska gården i Södertälje[4]
- lejonhuvud som sprutar vatten, Tom Tits experiment i Södertälje